# Bărcănești (Ialomița megye)
Bărcănești község és falu Ialomița megyében, Munténiában, Romániában. A hozzá tartozó település: Condeești.

## Fekvése
A megye délnyugati részén található, a megyeszékhelytől, Sloboziatól, hetvenhat kilométerre nyugatra, a Ialomița folyó jobb partján.

## Története
A 19. század közepén a mai község területén három község osztozott, mindegyikben működött egy-egy iskola illetve templom, és közigazgatásilag mindegyik csak a községközpontból állt:
- Bărcănești község Ialomița megye Câmpul járásához tartozott, összesen 1727 lakossal.
- Ulești község, 942 lakossal.
- Eliza-Stoenești község, 664 lakossal.

1925-ös évkönyv szerint Bărcănești-Speteni néven a község Urziceni járás része volt, 3635 lakossal és csupán Bărcănești-Speteni faluból állt. Condeești illetve Ulești községeket ekkor már megszüntették, a két települést pedig Eliza-Stoenești községhez csatolták, melyet így Condeești, Ulești és Eliza-Stoenești falvak alkották, összesen 3145 lakossal.
1934-ben Eliza-Stoenești felvette a Pelinu nevet. 1950-ben Bărcănești és Pelinu községeket a Ialomițai régió Urziceni rajonjához csatolták, majd 1952-ben a Bukaresti régió részei lettek. 
Az 1968-as új megyerendszerben Bărcănești község Ilfov megyéhez került. Pelinu községet pedig megszüntették, területét Bărcănești közigazgatási irányítása alá helyezték. Magát Pelinu települést pedig egyesítették Condeești faluval. 
1981-ben ismét Ialomița megye része lett.

## Lakossága
| Nemzetiségek        | 2002 | 2002   |
| ------------------- | ---- | ------ |
| Románok             | 3514 | 88,33% |
| Romák               | 461  | 11,58% |
| Csángók             | 1    | 0,02%  |
| Görögök             | 1    | 0,02%  |
| Egyéb nemzetiségűek | 1    | 0,02%  |
| Összesen            | 3978 | 100,0% |

## Látnivalók
- „Sfinții Împărați Constantin și Elena” templom - 1876 és 1881 között épült.
- Marius Ionescu háza - 1909-ben épült.
- Iancu Ionescu udvarháza - 1914-ben épült.
- Alexandru Manolescu udvarháza - 1924-ben épült.
- Alexandru Ionescu udvarháza - 1919-ben épült.
- Elena Duți udvarháza - 1939-ben épült.
- Toader Roșca udvarháza - 1936-ban épült.
- Lakóház és üzlethelyiség a település központjában, 1910-ben épült.